# Aivaras Abromavičius
Aivaras Abromavičius (ukrajinsky Айварас Абромавичус; * 21. ledna 1976, Vilnius) je ukrajinský bankéř, manažer a politik litevského původu. V letech 2014–2016 byl ministrem hospodářství v druhé vládě Arsenije Jaceňuka. V letech 2019–2020 působil jako generální ředitel státního koncernu Ukroboronprom. V současné době (2024) zastává pozici předsedy představenstva ve společnosti Agro Region ukrajinské akademie podnikového řízení.